# Taylor Sander

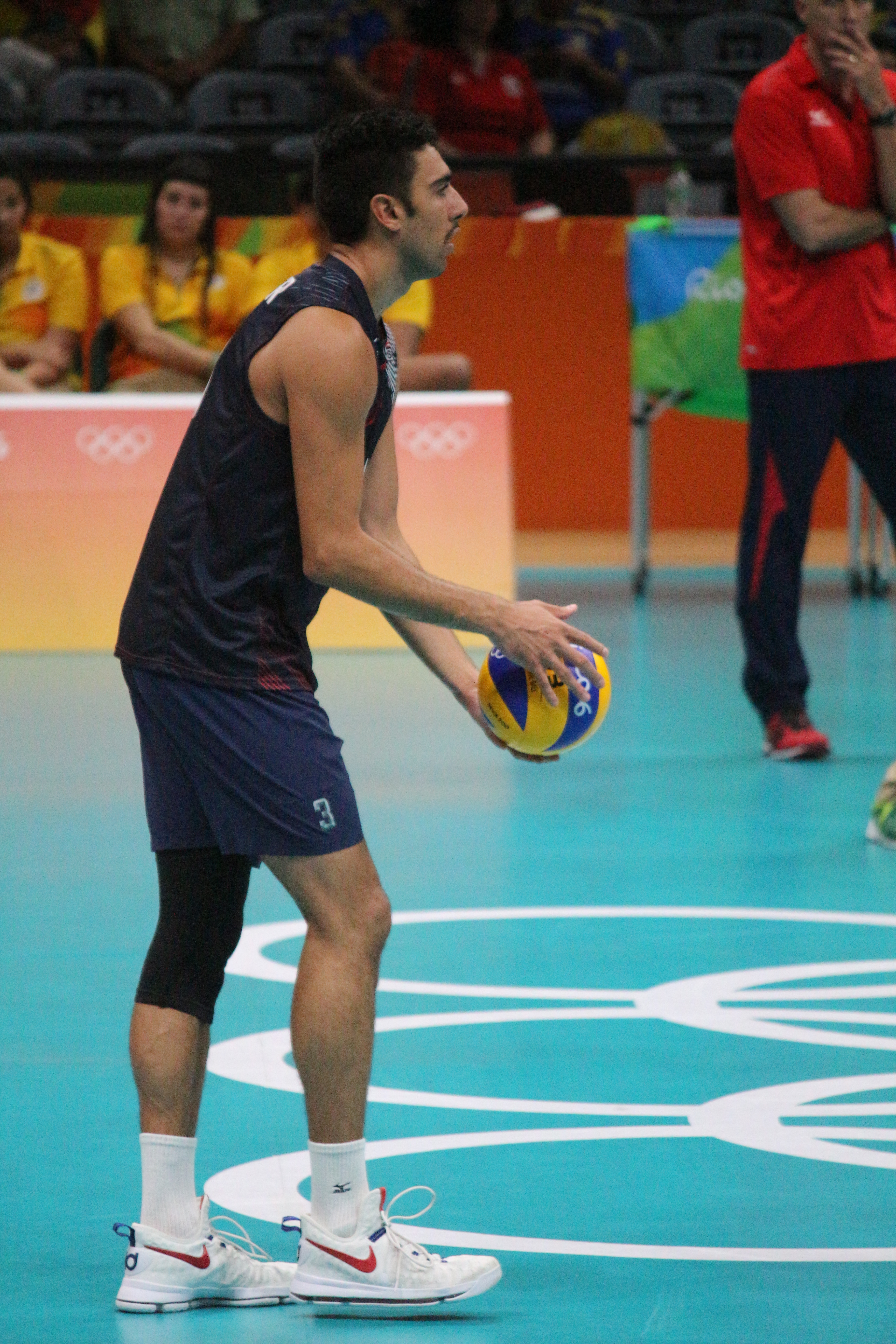
Taylor Sander przygotowuje się do wykonywania zagrywki na Igrzyskach Olimpijskich 2016

Taylor Lee Sander (ur. 17 marca 1992 w Fountain Valley) – amerykański siatkarz, grający na pozycji przyjmującego. Reprezentant Stanów Zjednoczonych, brązowy medalista igrzysk olimpijskich z Rio de Janeiro (2016) i mistrzostw świata (2018).

## Życiorys

### Kariera sportowa
Karierę siatkarską zaczął w 1999 roku w Mavericks Volleyball Club. W tym czasie uprawiał również siatkówkę plażową. W latach 2006–2010 uczęszczał do Norco High School, równolegle grał w Orange Coast Volleyball. W latach 2011–2014 studiował na Uniwersytecie Brighama Younga i jednocześnie reprezentował Stany Zjednoczone zarówno w rozgrywkach kadetów, jak i juniorów. Pierwsze powołanie do reprezentacji seniorów otrzymał w 2012 roku. Dwa lata później zdobył złoty medal Lidze Światowej. Final Six odbywał się we Włoszech, a na zakończenie turnieju został wybrany MVP oraz najlepszym przyjmującym razem z Ricardo Lucarelli.

### Życie prywatne
Jego rodzicami są Steve i Kera Sander. Ma starszą siostrę Britney (ur. 1989) i młodszego brata Brendena (ur. 1995), który również został siatkarzem.
W 2015 roku poślubił Rachel McQuivey. W 2018 roku na świat przyszedł ich syn Atli.

## Sukcesy klubowe
Liga Mistrzów:
- 2018

Puchar Challenge:
- 2016

Klubowe mistrzostwa świata:
- 2017

Klubowe mistrzostwa Ameryki Południowej:
- 2019

Mistrzostwo Brazylii:
- 2019

Mistrzostwo Chin:
- 2017

Mistrzostwo Włoch:
- 2018

Puchar Kataru:
- 2017

Puchar Brazylii:
- 2019

## Sukcesy reprezentacyjne
Igrzyska olimpijskie:
- 2016

Mistrzostwa świata:
- 2018

Puchar Świata:
- 2015

Liga Narodów:
- 2019
- 2018

Liga Światowa:
- 2014
- 2015

Mistrzostwa Ameryki Północnej, Środkowej i Karaibów:
- 2017

Puchar Panamerykański:
- 2012

Mistrzostwa Ameryki Północnej, Środkowej i Karaibów juniorów:
- 2010

Mistrzostwa Ameryki Północnej, Środkowej i Karaibów kadetów:
- 2008

## Nagrody indywidualne
| Rok  | Turniej                                 | Nagroda                                      |
| ---- | --------------------------------------- | -------------------------------------------- |
| 2012 | Puchar Panamerykański                   | MVP                                          |
| 2013 | Puchar Panamerykański                   | Najlepszy przyjmujący                        |
| 2013 | Puchar Panamerykański                   | Najlepszy zagrywający                        |
| 2014 | Liga Światowa                           | Najlepszy przyjmujący (z Ricardo Lucarellim) |
| 2014 | Liga Światowa                           | MVP                                          |
| 2016 | Puchar Challenge                        | MVP                                          |
| 2018 | Liga Narodów                            | Najlepszy przyjmujący                        |
| 2019 | Klubowe mistrzostwa Ameryki Południowej | MVP                                          |